# 리투아니아-중국 관계
리투아니아-중국 관계(리투아니아어: Lietuvos ir Kinijos santykiai, 중국어: 立陶宛与中国关系)는 리투아니아와 중국 사이 관계를 말한다. 

## 상세
본래 리투아니아는 리투아니아 제1공화국 시절 중화민국과 수교를 하였으나, 소련이 소련의 발트 3국 점령이 이뤄지며, 소련의 영토에 편입되며 대만-리투아니아 관계 또한 종말을 고하게 된다. 그러나 1990년대에 1월 사건이 발생하고, 발트의 길, 노래 혁명 등 일련의 독립 운동이 진행되며 리투아니아가 소련으로부터 독립하게 된다. 리투아니아는 독립 이후 대만이 아닌 중국과 외교 관계를 수립하였다.
2020년대에 들어 리투아니아와 중국의 관계는 도전을 받고 있다. 특히 리투아니아가 중국이 민감하게 반응하는 신장 위구르 자치구에서 발생하는 인권 탄압에 대해 공식적으로 비판하고, 하나의 중국에 도전하는 듯한 모습을 보임에 따라 중국이 리투아니아에 대한 무역을 제한하는 경제 제재를 가하며 상황이 악화되었다.
코로나바이러스감염증-19가 발생하던 2021년에 리투아니아 수도 빌뉴스에 대만의 비공식 외교창구인 주리투아니아 대만 대표처를 설립하였다. 대만과 리투아니아의 관계 개선에 따라서, 중국은 본국 대사를 송환시키고, 리투아니아는 주중 리투아니아 대사관을 폐쇄하였다. 현재 리투아니아와 중국 모두 대사가 없는 상태다.